# Ильюшин, Владимир Сергеевич
Влади́мир Серге́евич Илью́шин (31 марта 1927 — 1 марта 2010) — советский лётчик-испытатель, Герой Советского Союза, заслуженный лётчик-испытатель СССР, заслуженный мастер спорта СССР (1961), генерал-майор авиации, сын знаменитого авиаконструктора Сергея Владимировича Ильюшина. Заместитель главного конструктора ОКБ Сухого.

## Биография
Родился 31 марта 1927 года в Москве. Отец — Сергей Владимирович Ильюшин (1894—1977), авиаконструктор, организатор и многолетний руководитель одного из наиболее известных в мире конструкторских бюро. Мать — Раиса Михайловна Ильюшина (Жолковская; 1897—1972). Сестра — Ирина Сергеевна Орехович (Ильюшина; 1920—2007); единокровный брат — Сергей Сергеевич Ильюшин (1947—1990), авиаинженер; единокровный брат — Александр Сергеевич Ильюшин (род. 1955), авиаинженер. Супруга — Маргарита Константиновна Ильюшина (Натела Джапаридзе) (16.2.1929 — 12.1.2010), кандидат геолого-минералогических наук. Дочь от первого брака со Светланой Вячеславовной Молотовой, дочерью Вячеслава Михайловича Молотова — Лариса Алексеевна Скрябина-Королева (Ильюшина; 1951–2023), литературный переводчик. Дочь — Марина Владимировна Ильюшина (род. 1955), педагог.
Окончил Военно-воздушную инженерную академию имени Жуковского (1951), Школу лётчиков-испытателей Министерства авиационной промышленности (1953).
Летал с 1943 по 1981 год на 145 типах самолётов и вертолётов и их модификациях. С 1953 по 1957 год — лётчик-испытатель ЛИИ.
С 1957 года — в ОКБ Сухого: лётчик-испытатель (шеф-пилот фирмы), заместитель главного конструктора (с 1972 года), консультант — член Совета Старейшин (с 2000 года).
За время работы в ОКБ Сухого поднял впервые 12 опытных самолётов: от Су-9 (10.09.1957) до Су-27.
Поднял впервые в воздух и успешно провёл начальный этап лётных испытаний уникального экспериментального тяжёлого сверхзвукового бомбардировщика «проект-100» (Т-4, «Сотка»), разработанного в ОКБ П. О. Сухого. По неизвестным причинам испытания самолёта были прерваны и остановлены после 10-го успешного полёта. Однако имеются непроверенные сведения, что причиной прекращения работ по самолёту стали закулисные интриги Андрея Николаевича Туполева и его окружения. Это было вызвано тем, что у Туполева готовились осуществлять проект бомбардировщика Ту-160 и стремились устранить успешного конкурента.
В июле 1959 года на боевом самолёте Владимир Ильюшин установил мировой рекорд на динамический потолок, взяв высоту 28 857 метров (по другим данным, 23 852 метров). За это Ильюшин был удостоен звания Героя Советского Союза. Также он установил и абсолютный мировой рекорд высоты горизонтального полёта — 21 170 метров (1961 год).
Последним испытанным Владимиром Ильюшиным самолётом стал Т10-7 (первый опытный экземпляр истребителя Су-27 в окончательном варианте компоновки), который 3 сентября 1981 года после завершения программы полёта на сверхзвуке оказался без топлива и разбился. Владимир Ильюшин впервые в жизни катапультировался, но этот испытательный полёт стал для него последним.
Скончался на 83-м году жизни 1 марта 2010 года, не дожив 30 дней до своего 83-го дня рождения. Похоронен 4 марта 2010 года на Химкинском кладбище Москвы.

## Спортивная деятельность
Был первым председателем Федерации регби СССР (1967–1991). В 2013 году посмертно стал первым русским, введённым в состав Зала славы Международного совета регби (IRB).

## Семья
Был первым мужем дочери Вячеслава Михайловича Молотова Светланы.

## Награды и почётные звания
- Герой Советского Союза (1960).
- Орден «За заслуги перед Отечеством» III степени (29 июля 1999) — за заслуги перед государством, большой вклад в разработку, создание современной авиационной техники и многолетний добросовестный труд[10].
- Орден Ленина.
- Орден Красного Знамени.
- Орден Трудового Красного Знамени.
- Орден Красной Звезды.
- Орден «Знак Почёта».
- Медаль «В ознаменование 100-летия со дня рождения Владимира Ильича Ленина».
- Медали, в том числе «За боевые заслуги» (1955), «За оборону Москвы» (1945).
- Медаль де Лаво (ФАИ, 1963).
- Ленинская премия (1976).
- Государственная премия Российской Федерации в области литературы и искусства по категории дизайна «за дизайнерскую и эргономическую разработку семейства самолетов Су-27» (1996)[11].
- Заслуженный лётчик-испытатель СССР (1966).

## Любопытные факты
- Ходит[источник не указан 2517 дней] не находящая подтверждения байка, что на испытаниях Су-24 регулярно случался отказ аппаратуры бомбометания. Причём происходило это только в том случае, если на цель заходил Ильюшин. Причина оказалось тоже несложной. Только он заходил на цель с точностью, превышавшей машинную точность. Получался «машинный нуль», после чего шёл сбой из-за попытки деления на ноль.
- В западной литературе (например, Джеймс Оберг, «Тайные советские катастрофы») обсуждается версия, что В. С. Ильюшин — космонавт, совершивший за несколько дней до полёта Юрия Гагарина трёхвитковый космический полёт на корабле «Россия» и вынужденный совершить аварийную посадку на территории Китая[12]. Вероятно, данная история связана с автомобильной аварией, произошедшей с Владимиром Сергеевичем 2 июня 1960 года и последующей реабилитацией в Ханчжоу (Китай).